# Equmeniakyrkan
För andra betydelser, se Equmeniakyrkan (olika betydelser).

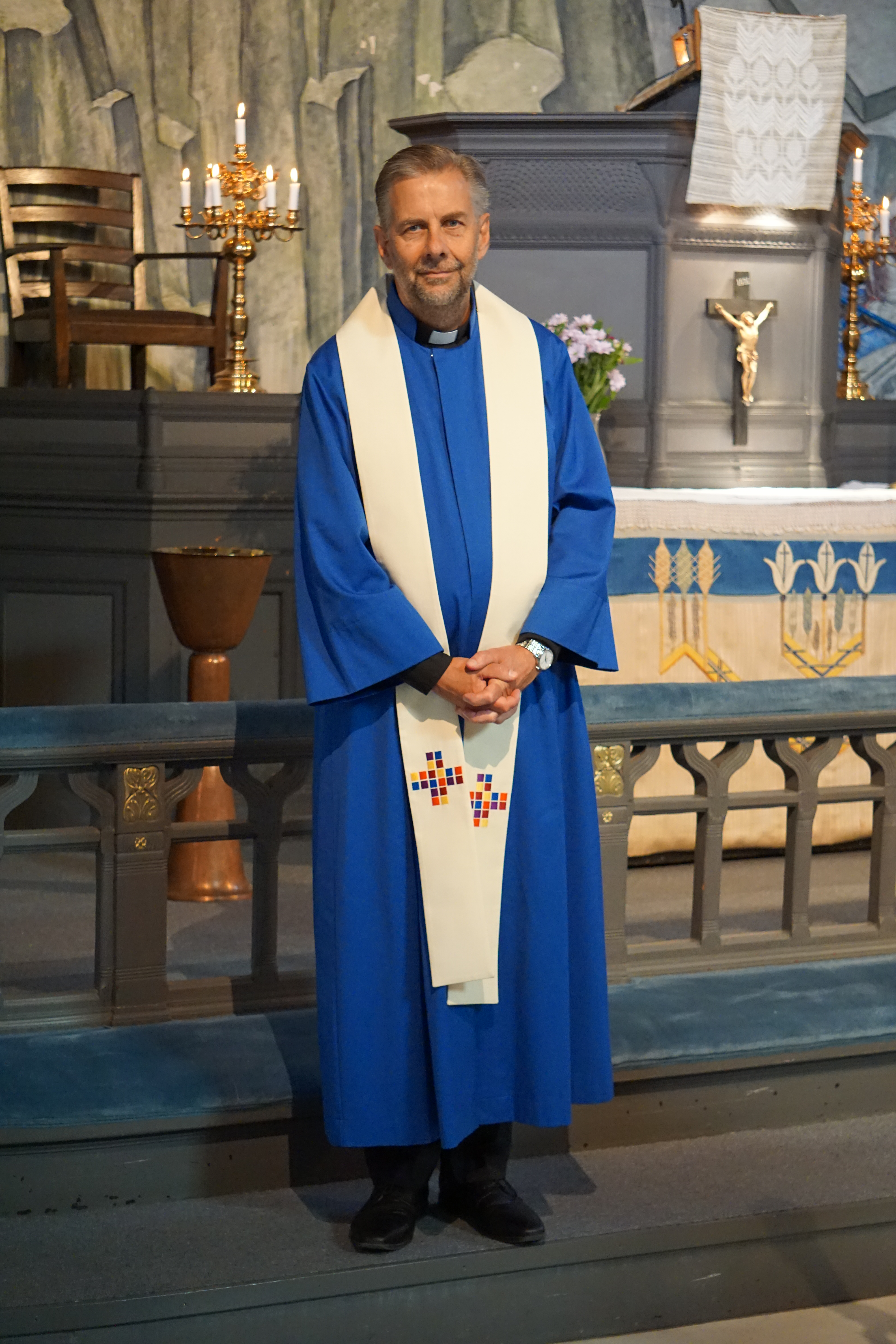
Olle Alkholm, pastor och dåvarande biträdande kyrkoledare i Equmeniakyrkan, iförd samfundets liturgiska högtidsdräkt. Dräkten togs i bruk 2015 och används vid vissa gudstjänster, högtider samt vid ordinationsgudstjänsten för pastorer.

Equmeniakyrkan är ett kyrkosamfund som bildades 4 juni 2011 av de tre frikyrkosamfunden Svenska Baptistsamfundet (grundat 1857), Metodistkyrkan i Sverige (1868) och Svenska Missionskyrkan (1878). Svenska Frälsningsarmén (från 1905) hade tidigare, år 2005, uppgått i Svenska Missionskyrkan.

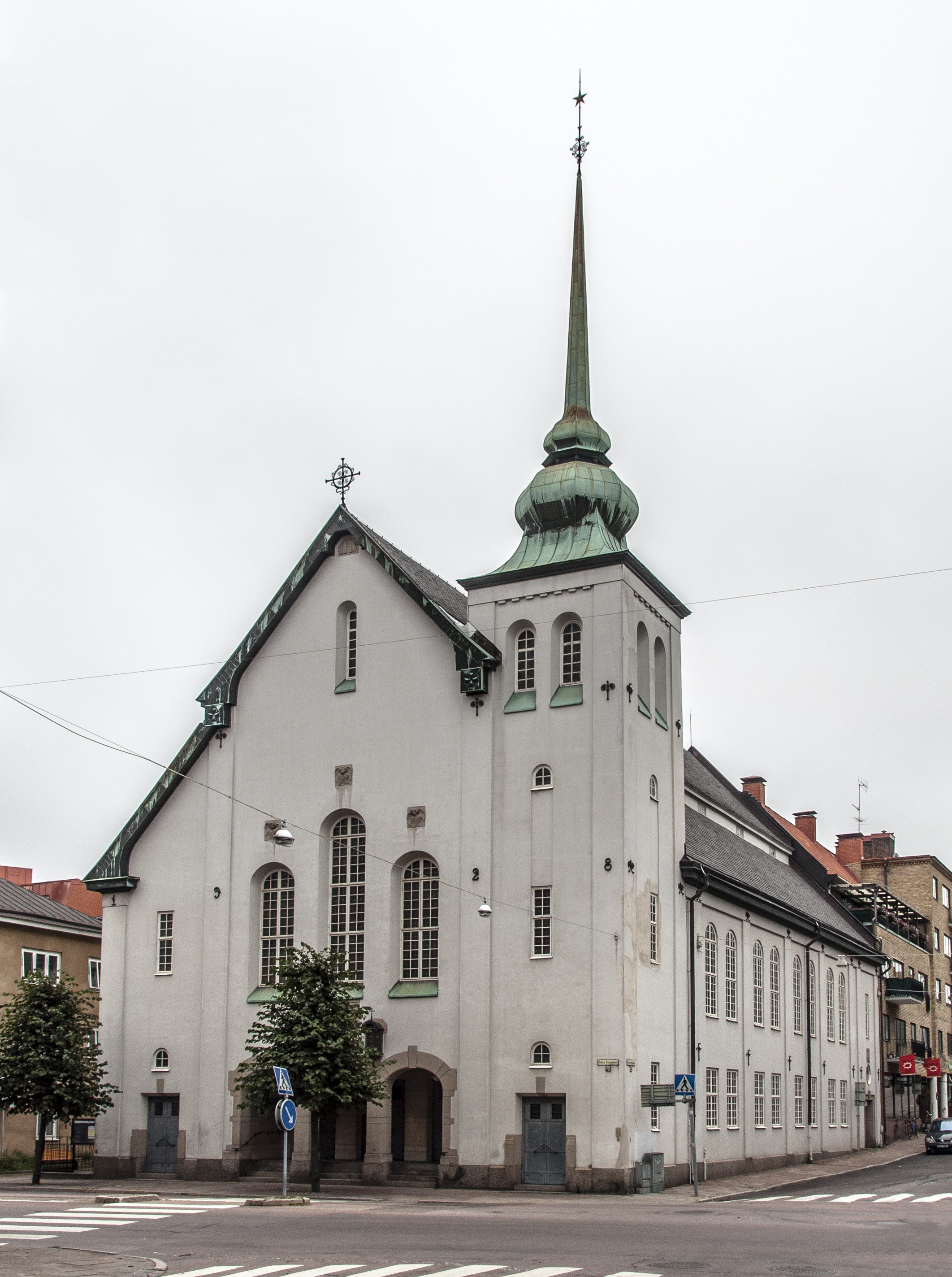
Tingvallakyrkan, Karlstad - en församling ansluten till Equmeniakyrkan.

## Allmänt
Equmeniakyrkans vision är "En kyrka för hela livet där mötet med Jesus Kristus förvandlar mig, dig och världen". 
Equmeniakyrkan består av cirka 640 lokala församlingar i Sverige som tillsammans har cirka 58 000 medlemmar. Församlingarnas verksamhet berör cirka 130 000 personer.
Ursprungligen bar organisationen arbetsnamnet Gemensam Framtid (GF-kyrkan), men på en kyrkokonferens i Karlstad 2013 beslutades att samfundet ska gå under namnet Equmeniakyrkan. Sedan 2007 hade de samgående samfunden också en gemensam ungdomsorganisation kallad Equmenia. Avsiktsbeslut att bilda det nya samfundet togs i respektive samfunds konferenser 2008, 2009 och 2010 innan det slutgiltiga beslutet togs 2011.
Samfundets ordförande var sedan det konstituerande mötet 2011 Ann-Sofie Lasell, som efterträddes 2014 av Tomas Bjöersdorff och år 2017 av Susanne Rodmar. Nuvarande ordförande, Kerstin Torkelsson Enlund, valdes 2020. Kyrkokonferensen i Linköping valde 2012 Lasse Svensson som kyrkoledare samt Olle Alkholm och Sofia Camnerin som biträdande kyrkoledare. Alla tre omvaldes vid kyrkokonferensen 2016 i Stockholm. Vid kyrkokonferensen 2020 omvaldes Lasse Svensson som kyrkoledare, samt nyvaldes Karin Wiborn och Joakim Hagerius som biträdande kyrkoledare. Vid kyrkokonferensen i Göteborg 2024 valdes Karin Wiborn till ny kyrkoledare efter den avgående Lasse Svensson, medan Niklas Piensoho valdes till biträdande kyrkoledare.
Equmeniakyrkan är huvudman för Enskilda högskolan Stockholm (tidigare Teologiska högskolan Stockholm) och är tillsammans med Equmenia huvudman för Härnösands folkhögskola, Sjöviks folkhögskola, Karlskoga folkhögskola, Bromma folkhögskola och Södra vätterbygdens folkhögskola. Tillsammans med Svenska Alliansmissionen driver man biståndsorganisationen Diakonia. Equmeniakyrkan är en av medlemsorganisationerna inom studieförbundet Bilda. Tillsammans med flera andra kristna samfund och organisationer är man huvudman för Hela människan.

## Internationellt arbete
Equmeniakyrkan har internationella samarbeten med kyrkor och organisationer i ungefär trettio länder, och missionärer finns i några av dessa. Ansvariga för det internationella arbetet har varit Bertil Svensson (2012–2015) och sedan Gerard Willemsen (2015– ). Kyrkan är medlem i en rad internationella organisationer: Kyrkornas Världsråd, Baptisternas världsallians, Europeiska baptistfederationen, World Methodist Council, World Communion of Reformed Churches, Internationella federationen av fria evangeliska kyrkor, Europeiska kyrkokonferensen KEK, United Methodist Church.

## Ekumenik
De kyrkoavtal som tidigare fanns med mellan Svenska kyrkan, Svenska Missionskyrkan och Metodistkyrkan har sedan år 2016 anpassats till en liknande ekumenisk överenskommelse mellan Svenska kyrkan och Equmeniakyrkan..

## Diskussion inför bildandet
Några av de mer omdiskuterade frågorna i samtalen mellan de tre samfunden var synen på församlingarnas självständighet, distriktens roll, kriterier för medlemskap, viss terminologi och dopsynen. Baptistsamfundet bygger på självständiga, suveräna lokala församlingar, medan metodistkyrkan har en episkopal ordning, och Svenska Missionskyrkan i sin kyrkoordning har anslutit sig till behovet av den överordnade tillsynsfunktion som Kyrkornas världsråds så kallade Limadokument från 1982 talar om.
I någon mån har vigsel av samkönade par varit en diskussionsfråga. Den skiljelinjen går dock snarare genom än mellan samfunden.
En fråga är också att församlingarna lokalt ibland har nära samarbete med andra organisationer såsom exempelvis Evangeliska Frikyrkans (EFK), pingströrelsens och Svenska kyrkans församlingar. Några baptistförsamlingar har anslutit sig till både EFK och Equmeniakyrkan, medan andra har valt att enbart tillhöra endera EFK eller Equmeniakyrkan. Några metodistförsamlingar och husgrupper valde att inte gå med i Equmeniakyrkan, utan bildade föreningen Metodister i Sverige.

## Brukssånger
Brukssånger är en katalog med noter till solosång och körsång som abonnenter fritt får kopiera. Syftet med katalogen är att underlätta spridning av nya sånger till kyrkor. Varje år läggs 20 sånger till. Den drivs av Equmeniakyrkan, men många abonnenter såväl som sångförfattare återfinns i bland annat Svenska kyrkan. Bland författarna till text eller musik finns till exempel Jan Mattsson, Martin Lönnebo, Sofia Camnerin, Tomas Boström och Karin Wiborn.